# Knokploeg

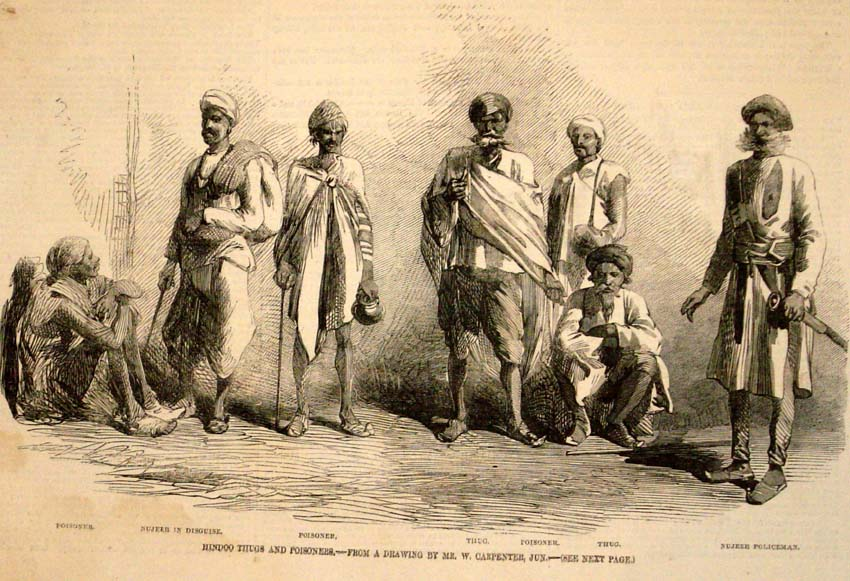
De Indiase thugs, personen die in groepsverband reizigers beroofden, kunnen worden gezien als voorlopers van de moderne knokploeg.

Een knokploeg is een groep personen die in opdracht en in georganiseerd verband tegenstanders van de opdrachtgever fysieke schade toebrengt. Er kan een onderscheid worden gemaakt tussen politieke en criminele knokploegen, hoewel dit onderscheid in sommige gevallen moeilijk te maken is; veel leden van dergelijke ploegen verlenen hun medewerking niet vanuit interesse voor het beoogde doel, maar vanuit de behoefte van het vechten zelf of vanwege de beloning die er voor staat.

## Politieke knokploegen

### Geschiedenis

#### Italië
Het inzetten van knokploegen was een tactiek die ontwikkeld werd door de Italiaanse fascisten; fasces betekent naast "roedenbundel met bijl" ook "bende". Hun voorbeeld was de Zuid-Italiaanse maffia, die knokploegen inzet om mensen te intimideren en af te persen. Deze bewapende politieke knokploegen hadden als opdracht het mishandelen, intimideren en vermoorden van minderheden en politieke tegenstanders. In Italië formeerden de socialisten en communisten daarop eigen ordediensten in om zich te verdedigen. In Italië werden de fascistische knokploegen na 1926, toen het Mussolini lukte de totale macht naar zich toe te trekken, opgenomen in de reguliere politie en het leger.

#### Duitsland
In navolging van de fascisten vormden de NSDAP in de Weimarrepubliek ook knokploegen om de macht op straat te veroveren. Zij rekruteerden uit de kringen van de Vrijkorpsen, de Stahlhelm, gedemobiliseerde militairen en criminelen. Vanaf 1921 werden deze knokploegen omgevormd tot de georganiseerde en geüniformeerde SA. In Duitsland werd de SA in 1923 na de putsch in München verboden verklaard. Na de vrijlating van Adolf Hitler in 1926 werd naast de NSDAP ook de SA weer toegestaan. Vanaf 1928 won de partij aan macht, onder andere door de straatterreur van de SA. De politieke tegenstanders zaten ook niet stil: de KPD vormde eigen knokploegen en vanaf 1930 ontstond in de Pruisische industriesteden een ware burgeroorlog op straat. De Stahlhelm werd ingezet door de DNVP en de SPD had de Rote Fahne; deze waren echter eerder ordediensten dan terreurgroepen. Het Weimarregime verzette zich tegen alle knokploegen, maar begin in 1932 de fatale fout het verbod op paramilitair opgezette knokploegen toch de vrije hand te laten. Na de machtsovername door de nazi's in 1933 werden alle knokploegen behalve de SA ontbonden.
Tijdens de Kristallnacht in 1938, de nacht van 9 op 10 november, vielen leden van de SA joden in heel Duitsland aan, synagogen, winkels en bedrijven moesten het ontgelden. Ook werden huizen, begraafplaatsen en ziekenhuizen beklad. Tijdens de Kristallnacht kwamen 91 joden om het leven. De actie moest op een volkswoede lijken, propagandaminister Joseph Goebbels had het volk al lange tijd opgehitst, maar de SA speelde een sleutelrol. Uiteindelijk kreeg de joodse gemeenschap de schuld en werd zij veroordeeld tot een boete van 1 miljard Reichsmark. Nadat eerder tijdens de Nacht van de Lange Messen in 1934 de SA de macht ontnomen was, werd de SA in 1939 opgeheven en geïntegreerd in de Wehrmacht, het Duitse leger.

#### Nederland
Tijdens de Duitse bezetting van Nederland had het verzet ook knokploegen, gevormd uit alle lagen van de bevolking, vooral gebruikt voor het plegen van overvallen en inbraken. Dit was nodig voor het verkrijgen van voedselbonnen en persoonsbewijzen. Ook hielden de knokploegen zich bezig met het liquideren van tegenstanders. Na de April-meistaking van 1943 werden de plaatselijke groepen gebundeld in de Landelijke Knokploegen.

### Moderne tijd
Heden ten dage bestaan er nog steeds knokploegen, zoals Combat 18 en Blood & Honour. Ook extremistische organisaties zoals de Grijze Wolven of Antiantifa bedienen zich van knokploegen.

## Criminele knokploegen
Diverse misdaadbendes zetten knokploegen in om mensen te intimideren en te beroven, waaraan te "ontkomen" valt door beschermingsgeld te betalen. Naast deze afpersing worden ze ingezet bij afrekeningen tussen de misdaadbendes onderling.
Activisten komen soms ook in aanraking met knokploegen. Zo werden activisten van GroenFront! tijdens hun bezetting van een aantal panden langs de aan te leggen Betuweroute in 1999 op twee plekken bedreigd door knokploegen, waarvan op een plek met bivakmutsen en geweren. Nadat omwonenenden dreigden de politie te bellen, vertrokken ze weer. Volgens GroenFront! zeiden ze namens de NS of een door de NS ingehuurd sloopbedrijf te spreken.